# صبي الساحر (فلم 2010)
الساحر المتدرب  (بالإنجليزية: The Sorcerer's Apprentice) هو فيلم مغامرة تم إنتاجه في الولايات المتحدة وصدر في سنة 2010. الفيلم من إخراج جون تيرتلتوب.
الفيلم قائم على فقرة في فيلم "فانتازيا" والتي بدورها قائمة على قصيدة بالاد من تأليف الألماني يوهان فولفغانغ فون غوته مسماة "صبي الساحر" (Der Zauberlehrling) وقصيد سمفوني قائم على القصيدة، "صبي الساحر" (L'Apprenti sorcier)، من تأليف بول دوكا.

## طاقم التمثيل
- نيكولاس كيج
- ألفريد مولينا
- تيريزا بالمر
- مونيكا بيلوتشي
- جاي باروشيل

## الميزانية والإيرادات
بلغت تكلفة إنتاج الفيلم حوالي 150 مليون دولار بينما حقق أرباحا تقدر بـ 215,283,742 دولار.

## وصلات خارجية
- صبي الساحر على موقع IMDb (الإنجليزية)
- صبي الساحر على موقع ميتاكريتيك (الإنجليزية)
- صبي الساحر على موقع روتن توميتوز (الإنجليزية)
- صبي الساحر على موقع نتفليكس (الإنجليزية)
- صبي الساحر على موقع قاعدة بيانات الأفلام العربية
- صبي الساحر على موقع ألو سيني (الفرنسية)
- صبي الساحر على موقع Turner Classic Movies (الإنجليزية)
- صبي الساحر على موقع أول موفي (الإنجليزية)
- صبي الساحر على موقع بوكس أوفيس موجو (الإنجليزية)
- صبي الساحر على موقع فيلمافينيتي (الإسبانية)

1. ↑  وصلة مرجع: http://nmhh.hu/dokumentum/158992/2010_filmbemutatok_osszes.xlsx.